# Arisa Trew
Arisa Trew (nacida el 12 de mayo de 2010) es una patinadora australiana, medallista olímpica. En abril de 2024, Trew recibió el Premio Laureus al Deportista de Acción del Año en los Premios Laureus.
El 23 de junio de 2023, durante el evento Tony Hawk's Vert Alert celebrado en Salt Lake City, Arisa se convirtió en la primera atleta femenina en ejecutar con éxito un "720", que implica completar dos rotaciones completas en el aire. El "720" fue popularizado por el patinador profesional Tony Hawk, quien lo ejecutó por primera vez en 1985.
En 2024, antes de los Juegos Olímpicos, Arisa Trew volvió a hacer historia al convertirse en la primera mujer en ejecutar con éxito un "900". El "900" es un truco aún más complejo que el "720", que implica realizar dos rotaciones y media (900 grados) en el aire.
El 6 de agosto de 2024, Arisa Trew alcanzó la cima de su carrera deportiva al ganar la medalla de oro en la competencia de skate modalidad parque en los Juegos Olímpicos de París 2024. Esta victoria histórica confirma a Trew como una de las mejores skaters del mundo y marca un hito importante en su carrera deportiva.